# Taguatinga Airport
Taguatinga Airport är en flygplats i Brasilien.   Den ligger i kommunen Taguatinga och delstaten Tocantins, i den östra delen av landet, 400 km norr om huvudstaden Brasília. Taguatinga Airport ligger 580 meter över havet.
Terrängen runt Taguatinga Airport är platt åt sydväst, men åt nordost är den kuperad. Närmaste större samhälle är Taguatinga, 5,1 km nordväst om Taguatinga Airport.
Omgivningarna runt Taguatinga Airport är huvudsakligen savann. Runt Taguatinga Airport är det mycket glesbefolkat, med 5 invånare per kvadratkilometer.